# Собко Марія Ігорівна
Марія Ігорівна Собко (26 листопада 1990, Київ), відома як Маша Собко — українська співачка.

## Біографія
Народилася 26 листопада 1990 року у Києві. У 1997–2007 роках навчалась у гімназії № 315 з поглибленим вивченням іноземних мов. Закінчила навчання з похвальною грамотою «За особливі досягнення у вивченні правознавства». Брала участь у шкільних співочих конкурсах. Протягом п’яти років співала в народному хорі «Радість» класичну і духовну музику.
2007 року вступила на факультет «Міжнародної інформації і права» в Інститут міжнародних відносин Національного авіаційного університету.
Того ж року перемогла у програмі «Караоке на майдані». Згодом у 2007 та 2008 роках ставала фіналісткою та посідала третє місце у телешоу «Шанс-8» та «Шанс-10» відповідно. По завершенню програми «Шанс-10», де боролася із найсильнішими співаками попередніх випусків шоу, пісня «Глупая любовь» у її виконанні отримала гарячу ротацію на радіо «Люкс FM».
У 2008 році стала переможницею конкурсу «Фаворити Успіху» в номінації «Молодий талант».
2010 стала фіналісткою національного відбору «Євробачення». Разом із Альошою посіла перше місце за рівною кількістю балів, але журі надало перевагу останній. Того ж року посіла третє переможне місце талант-шоу «Україна сльозам не вірить».
2011 стає переможницею в номінації «Дебют року» Першої Церемонії Нагородження «CRYSTAL AWARDS 2011»
2011 представляла Україну на пісенному конкурсі «Нова хвиля 2011» в Юрмалі, де виборола друге місце. 2011 номінована на звання найкрасивішої жінки України «VIVA! Найкрасивіші 2011»
З 3 жовтня 2013 року одружена з оператором Артемом Онещаком.[джерело?] 21 квітня 2015 року народила доньку Малену.

## Відеокліпи
1. 2010  — Я тебя люблю (О.Філатович)
2. 2011  — Ненавижу (Алан Бадоєв)
3. 2012  — Сон на луне (feat.Andreas)
4. 2012  — Пойдем со мной (О.Філатович)
5. 2012  — Случайное счастье (Артем Онещак)
6. 2013  — За Тобой (О.Філатович)
7. 2016  — Таксі (Сергій Чеботаренко)

## Статті
- Галина Остаповець. «12 книжок у житті співачки Маші Собко» — Країна, № 26 (79), 8.07.2011.